# Кастелдидоне
Кастелдидо̀не (на италиански: Casteldidone, на местен диалект: Casteldidòon, Кастелдидоон) е село и община в Северна Италия, провинция Кремона, регион Ломбардия. Разположено е на 27 m надморска височина. Населението на общината е 564 души (към 2017 г.).